# Siêu giàu
Giới siêu giàu (tiếng Anh: ultra-high-net-worth individual, viết tắt: UHNWI) hay còn gọi là cự phú, được định nghĩa là các cá nhân đang nắm giữ giá trị tài sản ròng đạt mức ít nhất 30 triệu USD theo tỷ giá đồng dollar năm 2018. Các nguồn khác như Credit Suisse định nghĩa siêu giàu là những người trưởng thành có khối tài sản ở trên mức 50 triệu đô. Đây là phân khúc tài sản nằm trên những người cực giàu (có nhiều hơn 5 triệu USD) và giới đại gia thông thường (lớn hơn 1 triệu USD). Mặc dù họ chỉ chiếm 0,003% dân số thế giới (ít hơn 1% của 33.000), tuy nhiên họ lại nắm giữ 13% tổng tài sản hiện có của thế giới. Tính đến năm 2017, có tất cả 226.450 cá nhân được xác định thuộc tầng lớp siêu giàu, tăng trưởng ở mức 3,5%, với toàn bộ tổng tài sản của họ gộp lại tăng lên là 27 nghìn tỷ đô.